# هوبس أند شاو (فلم)
هوبس أند شاو (بالإنجليزية: Fast & Furious Presents: Hobbs & Shaw) هو فيلم أكشن أمريكي لعام 2019 من إخراج ديفيد ليتش وكتابه كريس مورغان ودرو بيرس، من قصة مورغان. إنها الدفعة التاسعة من سلسلة السرعة والغضب وحدث عرضي بعد أحداث السريع والغاضب 8 (2017) وقبل أحداث السرعة و الغضب 9 (2021). يرى الفيلم أن دواين جونسون وجيسون ستاثام يعيدان أدوارهما من المسلسل الرئيسي مثل لوك هوبس وديكارد شاو، على التوالي، وكذلك النجوم إدريس إلبا وفانيسا كيربي وإيزا غونزاليس وكليف كورتيس وهيلين ميرين. تتبع المؤامرة الاقتران غير المحتمل بين الشخصيات الفخارية وهم يتعاونون مع أخت شو (كيربي) لمحاربة إرهابي محسّن إلكترونيًا (إلبا) يهدد العالم بفيروس قاتل.
قال نجم المسلسل والمنتج فين ديزل لأول مرة في عام 2015 أن العناصر العرضية المحتملة كانت في مرحلة التطوير المبكر، وتم الإعلان رسميًا عن هوبز وشو في أكتوبر 2017. وقع ليتش للتوجيه في أبريل 2018، وانضم كل من كيربي وإلبا إلى فريق التمثيل في يوليو. . بدأ التصوير في سبتمبر واستمر حتى يناير 2019، وغالبًا ما يحدث في لندن وجلاسكو.
تم عرض الفيلم لأول مرة في مسرح دولبي في هوليوود في 13 يوليو 2019، وتم إصداره في الولايات المتحدة في 2 أغسطس 2019 بواسطة يونيفرسال بيكتشرز وحقق الفيلم أكثر من 760 مليون دولار في جميع أنحاء العالم، وقال النقاد على موقع الطماطم الفاسدة إنه «يحصل على أميال جيدة من نجومه المتطابقين جيدًا وتسلسلات الأكشن الفائقة» وتتمة له قيد التطوير.

## القصة
في لندن، تحاول هاتي شو وفريقها من عملاء MI6 استرداد فيروسات خارقة قابلة للبرمجة يطلق عليها اسم «ندفة الثلج» من منظمة إرهابية تقنية إيتون. يصل بريكستون لور، وهو أحد عملاء ايتيون مع غرسات إلكترونية تسمح له بأداء مآثر خارقة، ويقتل جميع العملاء باستثناء هاتي، التي تحقن الجرعة الوحيدة من الفيروس في نفسها قبل الهروب. تأطير بريكستون هاتي لقتل فريقها وسرقة ندفة الثلج، أجبرها على الهرب.
بعد عامين من المواجهة ضد كيفر الإرهابي الإلكتروني، تم إبلاغ كل من لوك هوبس وديكارد شاو بالفيروس المفقود وتم تجنيدهما على مضض للعمل معًا لتعقبه. بعد اجتماع قصير في موقع أسود لوكالة المخابرات المركزية في مبنى ليدينهال، ذهب ديكارد إلى شقة هاتي للحصول على معلومات، فقط ليهاجمه عملاء إيتون، بينما تمكن هوبز من العثور على هاتي؛ بعد مشاجرة قصيرة، أحضرها إلى مكتب وكالة المخابرات المركزية، حيث وصل ديكارد وأخبر هوبز أن هاتي هي أخته بالفعل. يتعرض المكتب للهجوم، ويتم الاستيلاء على هاتي من قبل بريكستون، الذي يتعرف عليه ديكارد باعتباره زميلًا قديمًا تحول إلى عدو أطلق عليه النار سابقًا وقتله. يقوم هوبز وديكارد بمطاردة هاتي وإنقاذهما، وخلال مطاردة السيارة اللاحقة في سيارة ماكلارين 720S ، تمكنوا من الهروب من بريكستون، الذي اصطدم بحافلة ذات طابقين. ومع ذلك، فإن بريكستون يضع الثلاثة على أنهم خونة من خلال سيطرة إيتون على وسائل الإعلام الإخبارية العالمية.
قام البروفيسور أندريكو الثلاثة، الذي أوضح أنه ابتكر ندفة الثلج لإيصال اللقاحات بكفاءة، ولمنع ايتيون من استخدام الفيروس الخارق للقضاء على البشرية، يجب إما حرق جثة هاتي أو إزالة الفيروس بواسطة متخصص. جهاز الاستخراج الموجود في منشأة ايتيون الخاصة في تشيرنوبيل، أوكرانيا. على الرغم من أن هوبز احتجز لفترة وجيزة بسبب صنع ديكارد لاسمه المستعار المزيف «مايك أوكسمول»، تمكن الثلاثة من السفر إلى موسكو. بعد لقاء مع شعلة ديكارد السابقة مارغريتا لإعادة تسليحها في موسكو، تسلل الثلاثة إلى المنشأة. تمكنوا من استرداد الجهاز قبل الهروب في MAN KAT1 ؛ ومع ذلك، قُتل أندريكو، وتلف الجهاز أثناء فرارهم وتدمير المنشأة.
يأخذ هوبز ديكارد وهاتي إلى منزل طفولته في ساموا لزيارة شقيقه المغترب جوناه، ميكانيكي موهوب، للحصول على مساعدة في إصلاح الجهاز والاستلقاء على الأرض قبل مواجهة بريكستون مرة أخرى. يقابل هوبز عائلته بالتوتر لأنه دفع والده إلى السجن، ولكن تم إقناع جونا في النهاية بمساعدتهم من قبل والدتهم. تستعد الكتيبة المؤقتة لوصول ايتيون، وتعطيل الأسلحة التي يستخدمها فريق ايتيون عن طريق إغلاق رمز التفويض مؤقتًا، وإنشاء مجموعة متنوعة من الفخاخ حول الجزيرة. نجح جونا في إصلاح الجهاز وبدء استخراج الفيروس، بمجرد وصول بريكستون وجيشه.
في المعركة التي تلت ذلك، هُزم كل جنود بريكستون، بينما عانى السامويون من خسائر قليلة. بريكستون يستعيد هاتي بطائرة بلاك هوك UH-60 ؛ ومع ذلك، قام هوبز وديكارد والسامويون بإسقاط الطائرة بعدة شاحنات مخصصة. من خلال العمل معًا، هزم هوبز وديكارد بريكستون، الذي تم إنهاؤه عن بُعد بعد ذلك بواسطة مخرج إيتون غير المرئي. يرسل المخرج رسالة يدعي أنه يعرف هوبز ويعتزم إقناعه وإخوته وأخواته، بينما يعدون بالعثور على المخرج؛ ثم تحتفل المجموعة بانتصارها.
في مشاهد منتصف وما بعد الاعتمادات، يصطحب هوبز ابنته لمقابلة أسرتها الممتدة في ساموا؛ ديكارد وهاتي متضمنان لإخراج والدتهما من السجن؛ وتلقى هوبز مكالمة من شريكه، لوك، يبلغه أنه قد اقتحم منشأة واكتشف فيروسًا آخر أسوأ من فيروس ندفة الثلج. كما قام هوبز سراً بتعيين شرطة لندن على ديكارد انتقاما لمزحة «مايك أوكسمول»، التي أخبرها هوبز الشرطة أن اسم ديكارد هو «هيو جانوس».

## روابط خارجية
- مقالات تستعمل روابط فنية بلا صلة مع ويكي بيانات
- هوبس وشاو على موقع IMDb .
- هوبس وشاو على موقع AllMovie .
- هوبس وشاو على موقع Metacritic .
- هوبس وشاو على موقع Rottentomatoes .
- هوبس وشاو على موقع السينما.كوم.
- هوبس وشاو على موقع ويكيبيديا الإنجليزية.

لا توجد روابط لمواقع التواصل الاجتماعي.